# Ahmed Ildız
Ahmed Ildız (Vienna, 29 novembre 1996) è un calciatore turco, centrocampista del Göztepe.

## Caratteristiche tecniche
È un mediano.

## Carriera

### Nazionale
Il 23 marzo 2018 ha esordito con la nazionale Under-21 turca disputando il match di qualificazione per gli Europei del 2019 perso 3-0 contro la Svezia.